# Скворцовый конёк Шарпа
Скворцовый конёк Шарпа (лат. Macronyx sharpei) — вид птиц семейства трясогузковых. Подвидов не выделяют. Эндемик Кении. Видовое название дано в честь английского зоолога и орнитолога Ричарда Боудлера Шарпа (англ. Richard Bowdler Sharpe, 1847—1909).

## Описание
Скворцовый конёк Шарпа достигает длины 16—17 см. Верхняя часть тела коричневато-чёрная, испещрена охристыми и рыжеватыми прожилками. Брюшная сторона лимонно-жёлтая. На груди и боках имеются коричневато-чёрные полосы. Наружные рулевые перья белые, что хорошо заметно у птицы в полёте. Молодые особи светлее взрослых.
Песня представляет собой серию слабых свистков, высота которых повышается и понижается.

## Распространение и места обитания
Скворцовый конёк Шарпа обитает в высокогорных районах западной и центральной Кении. Он имеет ограниченное распространение, встречается на высоте от 1850 до 3600 м над уровнем моря (обычно ниже 2800 м) на северных склонах горы Кения, южных склонах хребта Абердэр, на кенийских склонах горы Элгон.
Естественной средой обитания являются открытые безлесные луга с низкими травами и кочками. Ведёт оседлый образ жизни, но в засушливые сезоны совершает перемещения на короткие расстояния.

## Биология
Скворцовый конёк Шарпа питается насекомыми, в частности кузнечиками и жуками, а также другими беспозвоночными. Добывает пищу поодиночке, парами, иногда небольшими семейными группами.
Моногамный и территориальный вид. Период размножения приходится на сезон дождей или после него, и наблюдается с марта по июнь и с сентября по декабрь. Характерны короткие демонстрационные полёты, когда птица взлетает, а затем быстро опускается с пением. Гнездо представляет собой аккуратную чашку из сухой травы, выстланную корнями. Располагается на земле у основания травяной кочки или под кустом. В кладке 2—3 яйца.